# Skänninge

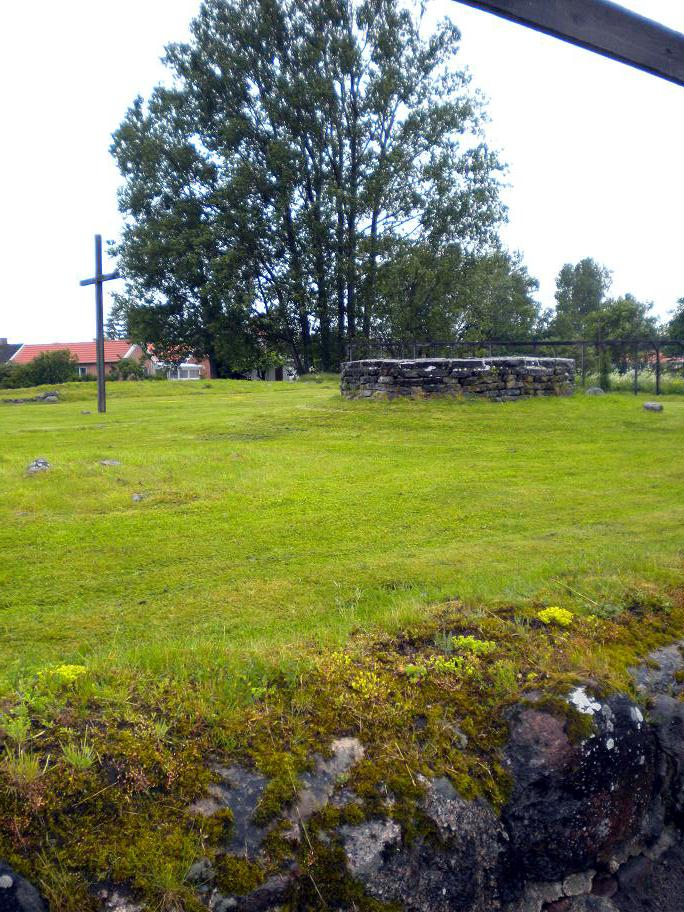
Grab von Margaret von Schweden – Sankta Ingrids Kloster Skänninge

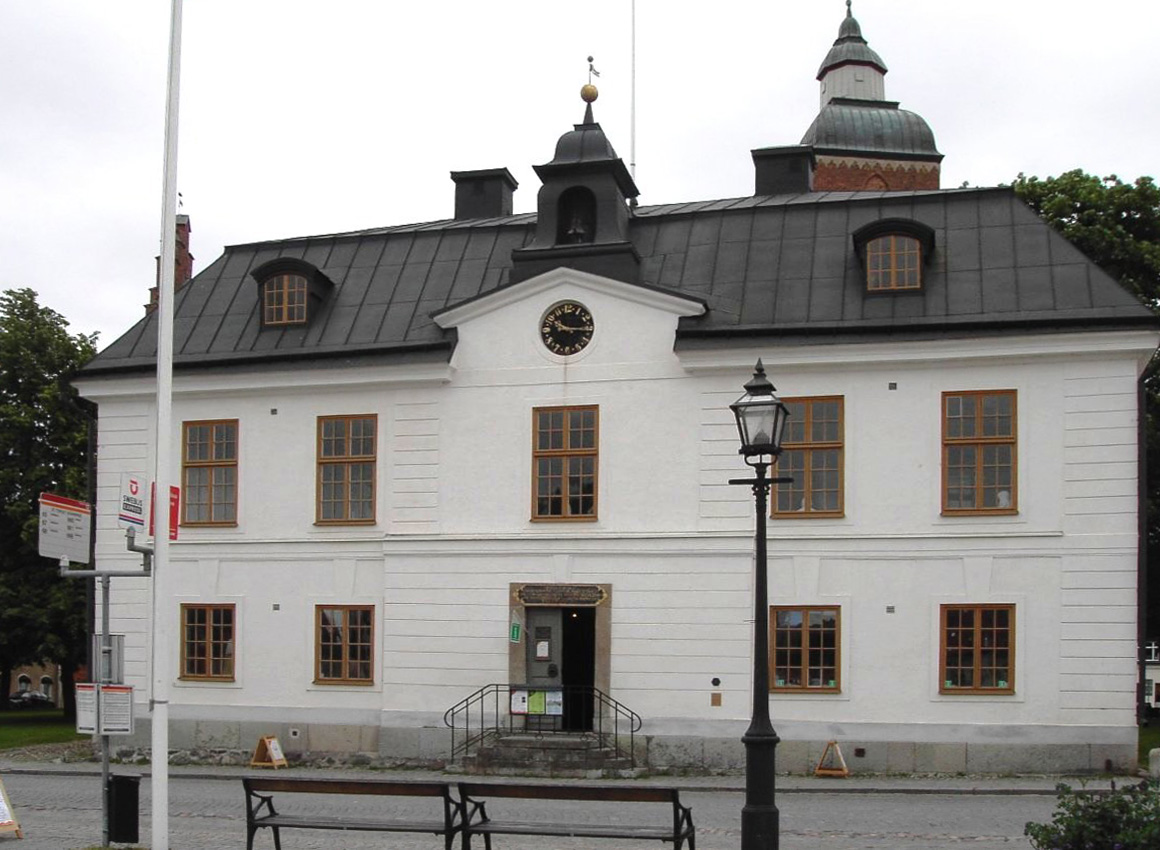
Heutiges Rathaus

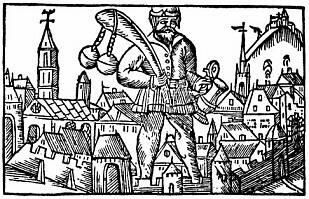
Darstellung aus dem 16. Jahrhundert

Skänninge ist ein Ort (tätort) in der schwedischen Provinz Östergötlands län und der historischen Provinz Östergötland.
Der zur Gemeinde Mjölby gehörende Ort ist einer der ältesten Städte Schwedens und liegt etwa zehn Kilometer von Mjölby entfernt.
Bis zur Gemeindereform 1971 war Skänninge eine eigenständige Stadt.

## Stadtgeschichte
Viele Stellen in Skänninge erscheinen heute so wie im Mittelalter. Das Straßennetz und auch die Größe der Stadt haben sich so gut wie nicht verändert. Die Kirche unserer lieben Frauen (schwedisch: Vårfrukyrkan) steht an der Stelle, wo sie zum Ende des 13. Jahrhunderts von den deutschen Einwohnern der Stadt zu Ehren der Jungfrau Maria errichtet wurde. Andere mittelalterliche Bauten wurden restauriert (Hospital) oder neuerrichtet. Von den wiedererrichteten Bauten sticht vor allem die Rolandsfigur hervor. Diese heißt in Skänninge Ture Lång und war genau wie in deutschen Hansestädten ein Symbol für die Souveränität der Stadt. Die heutige Statue wurde 1990 nach einem Holzschnitt aus einem Buch von Olaus Magnus gebaut.
Die Bürger der Stadt standen im Verbund mit anderen Hansestädten, doch mussten sie hier mehr als in Deutschland Kompromisse mit dem Königshaus eingehen. Zusätzlich war in Skänninge ein Vogt eingesetzt, der über die Befolgung des königlichen Willens wachte. Zwischen den deutschen und schwedischen Bewohnern gab es auch öfter Zwietracht und beide Volksgruppen hatten ihre eigene Kirche. Dennoch herrschte Skepsis unter den Herrschern und Magnus Eriksson führte ein Gesetz ein, welches das Leben in Skänninge und allen anderen schwedischen Städten regelte. Für die deutschen Einwohner der Stadt bedeutete das auch, dass sie nicht mehr als die Hälfte der Posten im Stadtrat einnehmen durften. Ungeachtet dessen wuchs in Städten wie Skänninge die bürgerliche Kultur, so wie sie von deutschen Einwanderern mitgebracht wurde. Worte wie Bürgermeister (borgmästare), Rathaus (rådhus) und Gilde (gille) sind heute Bestandteil der schwedischen Sprache.
Um 1250 hatte eine Linie des herrschenden Folkungergeschlechts ihr Hauptgut in der Nähe von Skänninge. So war die Stadt in dieser Zeit mehrfach Schauplatz für schwedische Reichstreffen. In dieser Zeit bekam sie auch den Beinamen „Götalands Hauptstadt“. Das Zentrum bildete der Marktplatz, an dem das Rathaus und die Kaufhäuser der reichsten Händler lagen. Im 15. Jahrhundert verlor die Stadt an Machteinfluss und wurde in der Entwicklung vom nahegelegenen Vadstena überholt. Ein weiterer Rückschlag waren die verheerenden Stadtbrände von 1447 und 1466.
Skänninge war auch ein Zentrum des Dominikanerordens. Viele Reste religiöser Bauten dieses Ordens wurden erst in den letzten Jahren bei Ausgrabungen gefunden. Auch ein jährlich stattfindender Mittelaltermarkt, der von etwa 120.000 Menschen besucht wird, erinnert an die bewegte Geschichte der Stadt.

## Kurioses
Skänninge war 1806 die erste schwedische Stadt, in der ein Elefant vorgeführt wurde. Die Besucher gerieten über die unangepasst teuren Eintrittspreise so in Aufregung, dass Reservisten des Militärs für Ordnung sorgen mussten. Erst nach einem Tag war die Situation unter Kontrolle. Der Elefant wurde daraufhin des Landes verwiesen.